# 樂頀
樂頀（1475年—1564年），字鳴殷、鳴音，號木亭，江西撫州府臨川縣人，民籍，明朝政治人物。

## 生平
弘治十一年（1498年）戊午科江西鄉試第四十九名舉人。弘治十八年（1505年）中式乙丑科會試第二百八十二名，三甲第一百二十六名進士。明年授宣城知县，丁内艰去任，服阕，補山陽知縣，正德八年（1513年）六月擢南京户科給事中，前後糾劾疏十數上，丁父忧，守制三年。
明世宗即位，正德十六年（1521年）七月起用，擢光禄寺少卿，尋以知天文歷法兼掌欽天監事。嘉靖三年（1525年）五星聚營室，頀上書言：占書曰五星之聚，是謂改易王者，有德受慶，無德受殃。聚房而周祚以昌，聚箕而齊桓用霸。漢興聚井，宋盛聚奎，是四者皆當更革之時，一福一禍昭然不忒。惟天寶聚於尾箕，唐德弗迪，卒有安史之亂。皇上中興，五星適聚，可不益修聖德以承此大慶乎。疏入，以擅传禁书下錦衣獄，大臣交救獲免，降為宿州知州，履任不逾月，致仕归。嘉靖五年以荐起升大名府知府，以治理卓异，八年三月升陝西右參政，督理粮储，又奉命犒边，不久致仕歸。十五年起用，十七年任河南左参政，分守河北，十八年二月世宗南巡，以不恭王事被逮治，被黜为民。嘉靖四十三年卒，享年九十，著有《木亭雜藁》二十卷。

## 家族
曾祖樂仕衡；祖父樂履清；父樂九成，號方所。前母劉氏；母徐氏。具庆下。